# Océane Zhu
Pour les articles homonymes, voir Zhu.
Océane Zhu Xuan, née le 4 avril 1987 à Pékin, est une actrice sino-française basée à Hong Kong.

## Biographie
En 2008, elle remporte le concours Miss Chinese International.

## Filmographie
- Prince of Tears (2009) - Jin Wanping
- Perfect Wedding (2010) - Fanny
- Cross (2012) - L'épouse de Lee
- Triumph in the Skies (2015)
- Line Walker (2016, caméo)